# 陳振桂
陈振桂，会同县人，清朝政治人物、进士出身。
雍正八年（1730年），登庚戌科进士，授雷州府教授。